# Doanh số bán hàng Nintendo DS
Sau đây là lịch sử bán hàng chi tiết của dòng Nintendo DS.

## Doanh số bán hàng
| Ngày       | Nhật Bản | Châu Mỹ | Khác  | Toàn thế giới |
| ---------- | -------- | ------- | ----- | ------------- |
| 2004-12-31 | 1.45     | 1.36    | 0.03  | 2.84          |
| 2005-03-31 | 2.12     | 2.19    | 0.95  | 5.27          |
| 2005-06-30 | -        | -       | -     | 6.65          |
| 2005-09-30 | 3.63     | 2.87    | 2.34  | 8.83          |
| 2005-12-31 | 5.70     | 4.63    | 4.10  | 14.43         |
| 2006-03-31 | 6.91     | 5.11    | 4.71  | 16.73         |
| 2006-06-30 | 9.24     | 5.90    | 6.13  | 21.27         |
| 2006-09-30 | 11.52    | 7.51    | 7.79  | 26.82         |
| 2006-12-31 | 14.43    | 10.18   | 11.00 | 35.61         |
| 2007-03-31 | 16.02    | 11.74   | 12.52 | 40.29         |
| 2007-06-30 | 18.11    | 14.14   | 15.03 | 47.27         |
| 2007-09-30 | 19.71    | 16.06   | 17.88 | 53.64         |
| 2007-12-31 | 21.66    | 20.18   | 22.94 | 64.79         |
| 2008-03-31 | 22.38    | 22.39   | 25.82 | 70.60         |
| 2008-06-30 | 22.97    | 25.11   | 29.47 | 77.54         |
| 2008-09-30 | 23.71    | 27.63   | 32.99 | 84.33         |
| 2008-12-31 | 25.67    | 31.93   | 38.62 | 96.22         |
| 2009-03-31 | 26.39    | 34.46   | 40.93 | 101.78        |
| 2009-06-30 | 27.00    | 36.97   | 43.78 | 107.75        |
| 2009-09-30 | 28.12    | 39.35   | 46.01 | 113.48        |
| 2009-12-31 | 29.92    | 44.99   | 50.23 | 125.13        |
| 2010-03-31 | 30.40    | 46.74   | 51.74 | 128.89        |
| 2010-06-30 | 30.86    | 48.00   | 53.18 | 132.04        |
| 2010-09-30 | 31.55    | 49.28   | 54.75 | 135.58        |
| 2010-12-31 | 32.60    | 54.28   | 57.71 | 144.59        |
| 2011-03-31 | 32.76    | 55.13   | 58.53 | 146.42        |
| 2011-06-30 | 32.87    | 55.69   | 59.3  | 147.86        |
| 2011-09-30 | 32.92    | 56.19   | 59.90 | 149.00        |
| 2011-12-31 | 32.96    | 57.48   | 60.61 | 151.06        |
| 2012-03-31 | 32.98    | 57.76   | 60.78 | 151.52        |
| 2012-06-30 | 32.99    | 58.15   | 60.91 | 152.05        |
| 2012-09-30 | 32.99    | 58.54   | 60.97 | 152.50        |
| 2012-12-31 | 32.99    | 59.68   | 61.00 | 153.67        |
| 2013-03-31 | 32.99    | 59.87   | 61.01 | 153.87        |
| 2013-06-30 | 32.99    | 59.91   | 61.03 | 153.93        |
| 2013-09-30 | 32.99    | 59.93   | 61.04 | 153.96        |
| 2013-12-31 | 32.99    | 59.93   | 61.05 | 153.98        |
| 2014-03-31 | 32.99    | 59.93   | 61.07 | 153.99        |
| 2014-06-30 | 32.99    | 59.93   | 61.07 | 153.99        |
| 2014-09-30 | 32.99    | 59.93   | 61.09 | 154.01        |
| 2016-03-31 | 32.99    | 59.93   | 61.10 | 154.02        |

## Lịch sử
- Vào ngày 3 tháng 10 năm 2006, Nintendo công bố dự báo lợi nhuận ròng tăng 20,5% một phần do doanh số bán hàng của DS tăng mạnh.[42] Công ty cũng nâng dự báo doanh thu ước tính của DS lên 18%.[42]
- Vào ngày 25 tháng 7 năm 2007 Nintendo công bố trong báo cáo tài chính quý đầu tiên là đã tăng các lô hàng phần cứng DS từ 22 triệu lên 26 triệu.[43] Nintendo cũng nâng doanh số bán phần mềm DS từ 130 triệu lên 140 triệu.  Vào ngày 26 tháng 10 năm 2007, Nintendo thông báo tăng lượng xuất xưởng phần cứng DS lên 28 triệu và phần mềm lên 165 triệu. [cần dẫn nguồn]
- Tính đến ngày 26 tháng 9 năm 2007, Nintendo DS đã bán được hơn 50 triệu máy và trở thành máy chơi trò chơi cầm tay bán chạy nhất mọi thời đại.[44] Vào ngày 30 tháng 10 năm 2007, Chart-Track đã báo cáo doanh số bán hàng của DS vượt 4 triệu tại Anh.[45][46] Vào tháng 11 năm 2007, Media Create báo cáo doanh số bán hàng của DS là 20 triệu tại Nhật Bản.[47][48]
- Trong tuần từ ngày 18 tháng 11 đến ngày 24 tháng 11, Nintendo of America lập kỷ lục doanh số bán hàng mới của Nintendo khi bán được hơn 653.000 máy DS trong một tuần, phá vỡ kỷ lục trước đó do Game Boy Advance nắm giữ, với 600.000 máy.[49][50]
- Vào ngày 27 tháng 11 năm 2007, Nintendo thông báo DS đã thiết lập một kỷ lục bán hàng tuần dành cho phần cứng mới ở Anh, với hơn 191.000 máy được bán ra, theo Chart-Track; phá kỷ lục trước đó do PSP nắm giữ, đã bán được 185.000 máy trong tuần đầu tiên có mặt tại Anh.[51]
- Tính đến ngày 27 tháng 12 năm 2007, DS đã bán được hơn 1 triệu máy ở Hàn Quốc, theo Nintendo of Korea.[52][53]
- Năm 2007, DS là máy chơi trò chơi bán chạy nhất ở Mỹ và Nhật Bản với lần lượt 8,5 triệu và 7.143.702 máy được bán ra, theo NPD Group và Enterbrain.[54][55][56][57] Tại châu Âu, DS đã bán được 6,4 triệu máytrong năm 2006 và 8,7 triệu máy vào năm 2007, theo ước tính của Electronic Arts.[58][59] Năm 2008, DS là máy chơi trò chơi điện tử bán chạy nhất tại Nhật Bản với 4.029.804 máy được bán ra, theo Enterbrain.[60][61][62]
- Vào ngày 24 tháng 1 năm 2008, Nintendo Europe tiết lộ DS đã bán được hơn 20 triệu máy ở Châu Âu.[63] Vài tháng sau đó vào tháng 6 năm 2008, Nintendo DS đã bán được hơn 20 triệu máy tại Mỹ, theo NPD Group.[64]
- Tại Nhật Bản, DS bản gốc đã bán được 6.449.206 máy tính đến ngày 1 tháng 10 năm 2008, theo Famitsu / Enterbrain.[65] Tính đến ngày 22 tháng 12 năm 2008, DS Lite và DSi đã bán được lần lượt 17.348.252 và 1.062.416 chiếc tại Nhật Bản, theo Enterbrain.[66] Tính đến ngày 28 tháng 12 năm 2008, DS, DS Lite và DSi đã bán được 25.135.276 máy tại Nhật Bản.[67]
- Tại Anh, Nintendo DS bán được 8,8 triệu chiếc tính đến ngày 3 tháng 1 năm 2009, theo GfK Chart-Track.[68]
- Theo NPD Group, 3 triệu Nintendo DS Lite đã được bán tại Mỹ trong tháng 12 năm 2008, phá kỷ lục về phần cứng trò chơi điện tử được bán nhiều nhất trong một tháng. Kỷ lục này trước đó được giữ bởi PlayStation 2, với 2,7 triệu chiếc vào tháng 12 năm 2002.[69]
- Ở Úc, doanh số bán hàng tăng mạnh. Vào ngày 30 tháng 1 năm 2008, Nintendo Australia thông báo DS đã bán được hơn 1 triệu chiếc.[70] Hơn một năm sau, vào ngày 28 tháng 5 năm 2009, Nintendo Australia thông báo doanh số bán DS tại Australia đã đạt 2 triệu chiếc trong kỷ lục 221 tuần và là máy chơi trò chơi bán chạy nhất trong ba năm qua.[71]
- Vào ngày 6 tháng 3 năm 2009, Nintendo thông báo họ đã xuất xưởng máy Nintendo DS thứ 100 triệu.[72]
- Tính đến cuối tháng 12 năm 2009, lô hàng của dòng Nintendo DS đạt 125,13 triệu chiếc, vượt qua cả Game Boy và do đó trở thành hệ máy cầm tay bán chạy nhất từ trước đến nay.[73][74]
- Kể từ ngày 31 tháng 3 năm 2010, DS tiếp tục củng cố vị trí của mình với tư cách là máy chơi trò chơi cầm tay bán chạy nhất mọi thời đại khi bán được 27,11 triệu đơn vị trên toàn thế giới trong năm tài chính, tổng cộng 128,9 triệu đơn vị tính đến thời điểm hiện tại. Trong đó, khoảng 17,82 triệu là DSi và 2,08 triệu là DSi XL.